# Dendrobium distachyon
Dendrobium distachyon är en orkidéart som beskrevs av John Lindley. Dendrobium distachyon ingår i släktet Dendrobium, och familjen orkidéer. Inga underarter finns listade i Catalogue of Life.